# Popielżyn Górny
Popielżyn Górny (prononciation : [pɔˈpjɛlʐɨn ˈɡurnɨ]) est un village polonais de la gmina de Joniec dans le powiat de Płońsk de la voïvodie de Mazovie dans le centre-est de la Pologne.
Il se situe à environ 16 kilomètres à l'est de Płońsk (siège du powiat) et à 51 kilomètres au nord-ouest de Varsovie (capitale de la Pologne).

## Histoire
De 1975 à 1998, le village appartenait administrativement à la voïvodie de Ciechanów.